# BL漫画家ですけど結婚してもいいですか?
『BL漫画家ですけど結婚してもいいですか?』（ビーエルまんがかですけどけっこんしてもいいですか）は、藤本ハルキによる日本の漫画。単行本は全1巻。藤本ハルキの自伝エッセイ漫画。
2017年4月に関西テレビでテレビドラマ化。『でも、結婚したいっ！〜BL漫画家のこじらせ婚活記〜』のタイトルで関西テレビ・フジテレビ系で放送された。

## あらすじ
30代BL漫画家が婚活に悪戦苦闘する姿を描いている。

## 主な登場人物
藤本ハルコ
藤本ハルキのペンネームでBL漫画家として活躍する主人公。
立花キリ子
藤本ハルキのアシスタント。
生田徹
キリ子の彼氏の紹介で出会った猫好きな男。
斎藤五朗
合コンで出会ったキザ男。
中野智己
大学の数学講師。

## 書誌情報
- 藤本ハルキ 『BL漫画家ですけど結婚してもいいですか？』 海王社、全1巻
  1. 2015年9月10日発売、ISBN 978-4-7964-0662-8

## テレビドラマ
『でも、結婚したいっ！〜BL漫画家のこじらせ婚活記〜』は、関西テレビ・フジテレビ系で2017年4月4日の22:00 - 23:24に放送されたスペシャルドラマ。主演は栗山千明。

### キャスト

#### 主要キャスト
- 藤田ハルコ - 栗山千明
- 立花キリ子 - 佐野ひなこ
- 生田徹 - 藤森慎吾（オリエンタルラジオ）
- 斎藤五朗 - 斉藤慎二（ジャングルポケット）
- 中野智己 - 要潤

#### その他
- 伊藤修子
- 大和孔太
- 武田航平
- 米原幸佑
- 関町知弘
- 西島巧輔
- チングポカ
- 三秋里歩
- 芦田ナナ
- 森山アスカ
- 和座彩
- 渡辺未優
- 崎野萌
- 逢見亮太
- 兼近大樹
- 加藤凱也
- 江戸川萬時
- 坪谷隆寛
- スチール哲平
- 伊地知 大樹
- 小澤 慎一朗
- 山崎ケイ
- 山添寛

### スタッフ
- 原作 - 藤本ハルキ 『BL漫画家ですけど結婚してもいいですか？』（海王社 刊）
- 脚本 - 永田優子
- 音楽 - 川嶋可能、石塚徹
- 主題歌 - SUPER BEAVER「ひなた」
- プロデューサー - 南口博考（関西テレビ）、仲良平・村本陽介（よしもとクリエイティブ・エージェンシー）、古賀俊輔・長坂敦子（ザフール）
  - ライン - 服巻泰三
  - アシスタント - 大沼知朗、斎木綾乃
  - キャスティング - 河村剛史、根岸美弥子
  - 音楽 - 田井モトヨシ
- 監督 - 千村利光
- 助監督 - 後藤ヨシチカ
- 制作担当 - 篠崎周馬
- 制作プロダクション - ザフール
- 制作協力 - 吉本興業
- 制作著作 - 関西テレビ